# Diritto valacco
Il diritto valacco, più precisamente Ius Valachicum o Lex Antiqua Valachorum, in romeno storico: Ʌеџѩ Стръмошѩскѣ, legea strămoșească ovvero diritto ancestrale, designa un complesso di norme di diritto e di consuetudini, che si sviluppa a partire dall'alto medioevo molto prima dell'affermazione di un'entità statale e ha continuato a perpetuarsi tramite forme di organizzazione sociale e giuridica della popolazione romenofona (valacchi) fino al XVIII - XIX secolo. 
Altre denominazioni possono indicare il diritto consuetudinario romeno, l'insieme di regole giuridiche sostanziali o normative: Ius Volachie, Antiqua et approbata lex districtum Volachicaliu universorum, Lex Olachorum, Ritus Volachie, Modus Olachorum, Mos Olachorum, Volachorum antiqua lex et consuetudo. In ungherese: Vlach jog.

## Storia
Nell'Europa centrale, orientale e nei Balcani nelle comunità valacche, dove lo stile di vita e l'economia erano basati sulla transumanza, affiorarono quei diritti, doveri, privilegi e specificità giuridiche che i zupani e dai boiardi erano i principali responsabili, amministrando la giustizia, reclutando le truppe, riscuotendo le tasse e garantendo i diritti del pascolo, dell'attività molitoria, della pesca, della caccia, della raccolta e del taglio della legna. La «consuetudine buona e vecchia» (obiceiul bun şi bătrân) e le «leggi buone e rette» (legilor bune şi drepte) adottate dagli anziani (din bătrâni) furono conservate dal jude, dal knjaz, dal voievoda, fino al domnitor.
Il diritto valacco si ritrova soprattutto presso i rumeni (Valacchia, Moldavia, Transilvania, Rutenia subcarpatica, Polonia, Slovacchia), gli arumeni di Macedonia, i ruteni (Rutenia subcarpatica, Polonia, Slovacchia), i polacchi, gli slovacchi, i moravi (Valacchia morava), i serbi e i croati.

## Diritto valacco in Slovacchia
In Slovacchia il diritto valacco fu in vigore dal XIV al XVII secolo, spesso mantenuto dall'autorità (il più famoso privilegio per i Valacchi delle regioni di Orava e Liptov fu concesso da Mattia Corvino nel 1474). Secondo questo privilegio i Valacchi dei Carpazi dopo un determinato periodo (6-20 anni) erano esentati da tutti gli obblighi tributari compresi il pagamento delle decime ecclesiastiche e le corvée per la costruzione di strade, confini e per il servizio militare. Dalla seconda metà del XVI secolo queste concessioni furono gradatamente abolite.